# Інша Освіта
Інша Освіта (повна назва Громадська організація «Інша Освіта») — громадська некомерційна організація, що працює у сфері менеджменту якості неформальної освіти в Україні.

## Історія
Інша Освіта почала свою історію з 2008 року, коли ініціативна група випускниць і випускників міжнародної програми з неформальної громадянської освіти Theodor-Heuss-Kolleg заснувала програму «Майстерня громадської активності» в Україні. З 2011 року до програми «Майстерні громадської активності» приєдналися учасники та учасниці з Польщі, а у 2012 році до участі в «Майстерні» приєднались учасниці та учасники з Білорусі.
22 лютого 2016 року ГО «Інша Освіта» була зареєстрована як самостійна громадська організація. Наразі організація має 23 членів та членкинь, 35 тренерок та тренерів пулу Іншої Освіти, 12 координаторок та координаторів освітніх програм, 75 менторів та менторок Іншої Освіти та понад 370 випускників та випускниць освітніх програм.

## Цінності
- Відкритість
- Взаємопідтримка
- Номадичність
- Довіра
- Свобода вираження
- Рівність
- Краса

## Методологія освітніх програм
Освітні проєкти ГО "Інша Освіта" створені за методологією Theodor Heuss Kolleg, що передбачає чотири фази роботи в навчальному процесі:
1. Робота з ідеями. Навчання може бути лише тоді ефективним, коли людина відчуває потребу в отриманні нових знань та навичок для вирішення тих викликів, що її турбують. Тому перша частина навчального процесу полягає у тому, щоб розкрити тему семінару та надати учасникам та учасницями простір для обміну своїми думками та спостереженнями щодо конкретних проблем і викликів в своїх громадах. В цій взаємодії виникає розуміння викликів та потреб у змінах в громадах учасників та учасниць.
2. Планування та створення ініціатив. Актуальні виклики, з якими учасники та учасники хочуть працювати, тепер оформлюються в проєктні ініціативи. Разом з досвідченими людьми, учасники та учасниці прописують та планують свої дії, тим самим отримуючи знання та навички проєктного менеджменту.
3. Менторська підтримка під час виконання ініціатив. Учасники та учасниці освітніх програм отримують можливість спілкуватись та радитись з людьми, що вже проходили цей освітній шлях та можуть дати пораду, розповісти про власний досвід та мотивувати йти далі навіть коли ініціатива зазнає труднощів. Таким чином, ментор отримує змогу більш глибоко проаналізувати та відтворити власний досвід та навички, а учасниця чи учасник отримує додаткове джерело знань та компетенцій від досвідченої людини.
4. Опрацювання набутого досвіду та планування подальших дій. Після виконання своєї ініціативи, учасники та учасниці аналізують набуті знання та навички, оцінюють свої компетенції в різних категоріях, а також планують свою подальшу навчальну подорож.[8]

Освітні семінари ГО "Інша Освіта" будуються за принципами неформальної освіти:
- Навчання у дії. Ми працюємо практично, постійно створюємо емпіричний досвід, який потім можемо проаналізувати, структурувати та засвоїти. Таким чином ми отримуємо не тільки теоретичні знання, але й навички того, як ці знання можна використовувати в своєму житті. В програмах ГО "Інша Освіта" цей принцип виконується через втілення ініціатив та проєктів учасниками освітніх подій, а також через практичні завдання під час навчальних семінарів.
- Навчання у взаємодії. Ми постійно знаходимось у спілкуванні під час навчання. Це обговорення досвіду, що ми отримали під час виконання завдань, це спілкування під час виконання завдань, це поширення свого досвіду та навичок і багато іншого. Через обговорення та поширення досвіду йде більш глибоке та якісне засвоєння знань та навичок, а також саме усвідомлення своїх знань та компетенцій через спілкування з іншими є показником успішності процесу навчання в неформальній освіті (за принципами неформальної освіти, найважливішим є показник усвідомлення, а не відтворення знань, тому в програмах не використовують тести чи екзамени для перевірки знань учасників та учасниць).
- Навчання навчатись. Процес навчання є унікальним для кожної людини, тому під час освітніх заходів надається простір для того, щоб учасники та учасниці створили свої навчальні мапи та проаналізували свої навчальні потреби, джерела отримання інформації та методи оцінки отриманих знань.[9]

## Проєкти
Наразі Інша Освіта є співвиконавицею проєкту «Діалог заради змін» разом з німецькою спілкою MitOst e.V. В рамках цього проєкту ГО «Інша Освіта» реалізує чотири програми з неформальної освіти і одну програму зі стратегічного розвитку громадського сектора.

### Діалог Заради Змін

#### «Сусіди 3.0 Суседзі 3.0 Sąsiedzi 3.0»
Навчальна програма Україно-Польсько-Білоруської співпраці задля розвитку активних локальних спільнот на підставах солідарності, рівності, демократичності, критичного мислення та різномаїття. Програма стартувала у січні 2016 року і об'єднує молодь 18-35 років з Польщі, України і Білорусі.
Програма має декілька етапів:
- Відбір учасників і учасниць: лютий-березень 2016 року
- Три базових семінара з неформальної освіти в Польщі, Україні і Білорусі: травень 2016 року
- Дві проєктні зустрічі в Україні і Польщі: липень 2016 року
- Етап реалізації проєктів, стажувань і обмінів між учасниками та учасницями програми: серпень 2016 року — травень 2017 року
- Підсумковий сусідський форум: червень 2017 року

Найважливішим принципом програми є робота з локальними спільнотами, вивченням їх потреб і потенціалу. Саме від аналізу свого середовища, учасники і учасниці беруть ідеї і натхнення на втілення своїх соціальних проєктів.

Логотип програми "Студії Живої Історії"

#### «Студії Живої Історії»
Програма неформальної історичної освіти, що проходить в Україні з 2015 року. Програма працює над:
- формуванням критичного мислення молодого покоління України щодо історичних подій та конструктів.
- сприянням діалогу як ефективному інструментові взаємодії та порозуміння.
- розвитком особистої та колективної відповідальності за дослідження історії з різних перспектив.
- формуванням розуміння, що історія є важливим елементом, який формує світогляд особистості та суспільства[14].

Про те, як працює навчання каже координатор програми Тарас Грицюк:
"[Нам] важливо працювати з ... актуальними темами, які відкликаються у суспільстві. І для нас тема ... спадщини є надзвичайно важливою, і ми намагаємось створювати ... публічні дискусії, щоб ... активні громадяни могли висловлювати свої позиції, могли шукати ... бачення, візію, що робити далі."
Програма триває один рік та має декілька етапів:
- Набір учасників і учасниць: проходить шляхом заповнення онлайн-анкет з мотивацією та інформацією про попередній досвід учасниць і учасників. Одним із унікальних компонентів програми є те, що для участі не потрібна спеціалізована вища освіта, чи навіть вища освіта взагалі.[16]
- Студії Ідей, перші ознайомчі семінари: в групах 18-20 учасників та учасниць проходить обговорення однієї із заявлених тем шляхом неформальних методів роботи з історією. Також під час таких обговорень, учасниці та учасники обирають собі тему та мету історичної ініціативи, яку вони потім будуть виконувати у себе в локальних громадах.[17] Методологія роботи програми є унікальною та була розроблена тренерською групою "Інша Освіта" спеціально для програми.[18]
- Студії Практикуми:
- Період виконання запланованих ініціатив:
- Студії Досвіду:

У 2016 році були обрані дві основні теми для Студій:
- «Ленін Гудбай або що нам робити з радянським минулим?»
- «Як не вскочити в історію, працюючи з історією?[19]»

У 2017 році були обрані наступні теми:
- «Радянське минуле України: забути не можна пам’ятати»
- «Поліетнічна ідентичність України: сила чи слабкість?[20]»

#### «Майстерня Сільських Ініціатив»
Це неформальна програма громадянської освіти молоді в Україні, яка почала роботу в 2014 році. Учасниками є молоді люди у віці 14-18 років. Метою програми є розвиток сільського публічного простору; підтримка молодіжних ініціатив, спрямованих на соціальний, культурний і освітній розвиток сільських територій; розширення мережі нових форм освіти для сільської молоді; розвиток волонтерства в сільській місцевості.
Наразі, "Майстерня сільських ініціатив" працює з дітьми в Донецькій (територія, що підконтрольна Україні), Черкаській та Івано-Франківській областях.

#### «Звичка Думати/Привычка Думать»
Україно-Російська програма з неформальної освіти, яка націлена на розвиток критичного мислення та медіаграмотності в локальних середовищах України і Росії. Програма складається з 4 локальних семінарів в Україні і двох регіонах Росії (Томська область і Красноярський край), і одного міжнародного семінару з обміну досвідом і співпраці задля розвитку методик поширення критичного мислення і медіаграмотності в проєктах учасників і учасниць.

#### "Ukraine Lab"
UkraineLab – це міждисциплінарна та міжсекторна мережа для агентів змін і форум, де народжуються інновативні рішення для громадянського суспільства й культури України. За два роки діяльності програми до мережі приєдналися близько 300 професіоналів та агентів змін з України та інших країн Європи, було проведено 4 форуми та підтримано близько 50 мобільностей між учасниками мережі.
У 2017 році програма UkraineLab складається з двох форумів та програми мобільностей для учасників мережі. На першому форумі в Херсоні ми відбулося поглиблене розкриття теми сталості. Завершальний форум програми UkraineLab відбудеться у вересні в Івано-Франківську і створить платформу для зустрічі професіоналів з мереж UkraineLab та Social Impact Days задля практичного дослідження інноваційних екосистем та потенціалу ревіталізаційних проєктів для міст України.

### Інші

#### Школи "Іншої Освіти"
В 2018 р. ГО "Інша Освіта" та агенція освітніх та культурних івентів "Інші" розробили та провели чотири школи для фасилітаторів та модераторів.
- Школа №1: Школа тренерства та фасилитації для освітніх форматів - для тих, хто прагне прокачатися в методах неформальної освіти та глибше розібратися в питанні дизайну освітніх заходів[25].
- Школа №2: Школа фасилітації для групових процесів та прийняття рішень - для тих, хто хоче (краще) модерувати групові процеси у командах та/або залучати до процесу спільного прийняття рішень стейкхолдерів[26].
- Школа №3: Школа фасилітації / модерації стратегічних сесій - для всіх, хто проводить стратегічні сесії для своїх проєктів або інших організацій на замовлення або планує це робити[27].
- Школа №4: Школа організаційного розвитку - для тих, хто керує проєктами / командами / організаціями та хоче розібратися з сучасними моделями організаційного розвитку з наголосом на інструменти для горизонтальних ієрархій та shared leadership.

Всі чотири школи були реалізовані в співробітництві з двома соціальними підприємствами - з Хата-Майстерня та Агенція освітніх та культурних івентів ІНШІ. Тож, частина чистого прибутку була реінвестована в соціальні та освітні проєкти організації.

#### Urban Space 500
В 2017-2018 ГО "Інша Освіта" взяла участь в підготовці і запуску громадського ресторану Urban Space 500.
ГО “Інша Освіта” почала роботу над запуском проєкту та стартом кампанії в липні 2016 року. До старту кампанії (15 березня 2017 році) спільно з Платформою “Тепле Місто” велася розробка моделі соціальної франшизи та відповідної юридичної структури. ГО “Інша Освіта” взяла на себе відповідальність забезпечити діяльність соціального компоненту проекту Принаймні на 2 роки (починаючи з 15 березня 2017 року). Засновниками ГО “Простір 500” та співнівесторами проекту є члени ГО “Інша Освіта”: Альона Каравай, Тарас Грицюк, Святослав Попов, Анжеліка Каплюк.
Наше бачення: Urban Space 500 - живий самозарадний організм, який діє відповідно до цінностей проєкту та його моделі; формує стратегію та горизонт свого розвитку. 
Пріорітетним завданням на етапі запуску проєкту було забезпечення сталості його функціонування та означало виконання настпуних завдань:  
1. Відкриття громадського ресторану. Індикатор: ресторан відкрито та функціонує відповідно до домовленостей партнерів.
2. Налагодження роботи ґрантової програми. Індикатори: чітко прописаний механізм подачі та підтримки ідей  та прокомунікований на зовні, є в доступі / чітко прописаний та відтестований на Зборах мехінзм вибору проєктів, які спільнота підтримує / Налагоджене адміністрування проєктів та встановлені чіткі завдання/межі в процесі адміністрації проєктів.
3. Налагодження роботи подієвого майданчику. Індикатор: зрозуміла (прописана та реалізується на практиці) політика заходів в просторі / налагодженний управлінською кампанією менеджмент подієвого майданчику.
4. Стала робота стратегічних органів проєкту: Правління та Наглядова Рада.  Індикатор: органи діють відповідно до завдань, прописаних в Статуті організації.

Налагодження необхідних механізмів комунікації всередині спільноти. Індикатори: зручна тактична комунікація в групі учасників та учасниць / випрацьовані механізми ініціювання робочих груп та інтеграції результатів роботи / випрацьований оптимальний формат проведення щоквартальних Загальних Зборів учасників та учасниць. 
Що було виконано в рамках процесу запуску громадського ресторану:
- Створено необхідні юридичні особи (організації) та підрозділи на підставі сумісно розроблених та погоджених установчих, нормативних та інших  документів, розроблених спільно з БФ «Тепле Місто» необхідних для запуску реалізації проєкту;
- Організувано краудфандингову та промокампанії в ЗМІ, мережі Інтернет, соціальних мережах, вебсайті та ін. про запуск та реалізацію Проєкту та пошук меценатів - співзасновників для Громадського ресторану «Urban Space 500» та його партнерів;
- створено інформаційні ресурси Проєкту (окремий Вебсайт[28], сторінки та групи у соціальних мережах);
- організовано початок діяльності управлінської компанії з досвідом роботи в ресторанному бізнесі для реалізації Проєкту;

## Тренерська група
ГО «Інша Освіта» має власну тренерську групу, що складається з 35 тренерів і тренерок з Польщі, України і Білорусі. Тренерська група за'мається розвитком методик неформальної освіти і створює власні авторські продукти (посібники, ігри, тренінгові програми). Тренери і тренерки Іншої Освіти постійно розвивають власні компетенції, для чого двічі на рік проводять тренінги для тренерів, а також стратегічні сесії. За філософією вільного доступу до інформації з розвитку неформальної освіти, усі видання тренерської групи можуть бути безкоштовно завантажені на офіційному сайті ГО «Інша Освіта».

### Посібник «Dialogue box: Підходи та практики з молодіжних проєктів для порозуміння та діалогу.»
Це продукт роботи тренерської групи Іншої Освіти, був створений на основі матеріалів навчальних таборів молодих лідерів НУО, впроваджених організацією «Інша Освіта» в рамках проєкту «Сприяння плюралізму та діалогу в українському суспільстві», що реалізується Фондом Східна Європа за підтримки ChildFund Deutschland e.V.та Міністерства закордонних справ Німеччини. Посібник містить інформацію про філософію і цінності неформальної освіти з розвитку молодіжних проєктів, а також детальний опис інновативних методик та підходів, що використовується тренерською групою на семінарах.

### Посібник для менторів «Рівний Рівному»
Даний посібник підготовлено колективом авторів, які є менторами в програмах неформальної освіти молоді. Назву «Рівний рівному» обрано невипадково: у своїй роботі ми дотримуємося позиції, що менторинг — це взаємодія рівних людей.
Основою для написання книги став збір досвіду, отриманого впродовж декількох років роботи, зокрема, програми «Майстерня громадської активності». Саме формат реалізації ініціатив учасниками став чудовим підґрунтям для прояву менторських навичок випускниками і тренерами програми. У цьому посібнику, а саме в розділі з методичним інструментарієм, ми зібрали все те, чим користуємося самі, що випробувано в роботі і довело свою ефективність.

### Співаник «Три Черепахи»
«Три черепахи» — це посібник із музичної анімації, що народився під час незабутніх душевних вечорів на семінарах і тренінгах міжнародних молодіжних проєктів «Іншої Освіти». Цей посібник включає невеликий пісенник чотирма мовами з транслітерацією пісень та опис методики роботи з музичною анімацією. Збірник допомагає швидше знайти спільну мову з учасниками з інших країн, а також стане поштовхом для подальшої творчості та розвитку.

### Посібник для тренерів і тренерок "Ідеї. Натхнення. Рішення"
У даному посібнику розкривається поняття громадянської неформальної освіти, окреслюються основні підходи та методи, які вона використовує. Надаються рекомендації щодо різних аспектів тренерської роботи, а також зібрані конкретні методики, які можна використовувати у поданому вигляді або можна адаптувати до потреб конкретного навчального заходу.

### Гра «Життя як проект»
Навчальна гра з управління часом розроблена тренерами «Іншої Освіти». Гра створює багату основу для аналізу та вдосконалення навичок з управління часом. Кожна наступна гра спонукає на нові ідеї та висновки, тільки в тому разі, якщо ви дійсно бажаєте працювати над вміння організувати свій час якісно. Автори гри пишуть, що насправді наше життя створене з таких проєктів, маленьких та великих, здійснених та нездійснених. А як ефективно керувати ними, як визначати та конкретизувати свою мету, як правильно розставити пріоритети і якісно планувати час — на ці запитання відповісти допоможе гра «Життя як проект».

### Серія публікацій "Форум для людей"[30]
Публікація збирає теоретичні рамкові підходи та практичні інструменти, які можна використовувати в організації форумів як місць зустрічі людей та сенсів. Це - підсумування та резюме досвіду Іншої Освіти, яка в основу кожного форуму закладає формування ціннісних партнерств та культури конкоперації (coopetition).

### Нотатник для активних батьків[31]
Це посібник зі своєю історією та своїми героями. Ці герої – звичайні батьки та їх діти, які навчилися поєднувати проєкти, роботу, навчання, подорожі разом з піклуванням про малечу. Ідея нотатника виникла з власного досвіду тренерок Іншої Освіти, що не захотіли розривати роботу та виховання своїх дітей. Тому цей посібник дає практичні поради як поєднувати роботу та час з дітьми, як це робити креативно та продуктивно.